# Desperado (formație românească)
Desperado este o formație de country rock din România, care a fost înființată în anul 1998. Membrii trupei sunt muzicieni profesioniști și provin din alte formații de succes.

## Stil muzical, versuri
Stilul formației Desperado este country rock, o importantă pondere având-o textele în limba română care sunt o satiră la adresa escapadelor extraconjugale, a consumului de alcool și a vieții cotidiene.

## Scurtă istorie
În anul 1998, Ovidiu Buhatel are inițiativa constituirii unei trupe de blues-rock care ar fi trebuit să se numească "Street Survivors". În formula inițiala faceau parte zălăuanii Calin Pop, student la Stomatologie si Sergiu Muresan, student la Farmacie, precum și sătmărenii Lucian Pop și Sergiu Berindei.
Trupa canta la diverse petreceri care se țineau pe atunci in Club M. La scurta vreme, lor li se alatura Kovacs Laszlo (fost membru Kappa si Rival) precum și Sandy Deac (fost membru Kappa si Nightlosers).
Curând, trupa iși schimba numele în Desperado și debuteaza oficial pe 11 februarie 1999 în clubul clujean Diesel, moment în care TVR Cluj realizeaza o amplă filmare a spectacolului. Vestimentația, parte importanta a spectacolelor, cu pălării, cizme de cowboy și veste de piele a ramas markerul trupei.
Încep sa apara primele compozitii: Promit ca nu mai beau, Nu le dau carnetul sau Am cazanul meu precum și participari la numeroase festivaluri moto, televiziuni sau petreceri private.
Zone Records editeaza primul album Desperado intitulat Promit ca nu mai beau în anul 2000. Datorita succesului, acest album a propulsat Desperado în randul celor mai cunoscute trupe din România, grupul devenind o prezență constanta pe scenele majore românești dar și pe TV.
În anul 2001 apare albumul "Oameni de treaba" (Cat Music/Media Services) care conține hitul Lenea. Videoclipul acestei melodii,regizat de Petre Nastase, a fost considerat de referință la vremea respectivă și a avut un mare succes, fiind nominalizat la "Premiile Industriei Muzicale Românești". Impactul pe care l-a avut acest album a făcut să crească cererea pentru concerte live ale formației. În 2001, Desperado participa la Festivalul "Mamaia" cu piesa Vine o vreme.
Următorul album al trupei apare abia în 2003 și se intituleaza La fel ca tata (Cat Music/Media Services). Piesa care dă titlul albumului beneficiază de un videoclip filmat pe un tren de linie îngustă din Maramureș și devine un mare hit. După scurtă vreme, un alt videoclip Desperado, propulsează piesa Fata de la țară în topuri. În vara 2002 Desperado participa din nou la Festivalul "Mamaia", cu piesa Te pierd.
În 2004, Desperado lansează Greatest Shits (Cat Music/Media Services), care conține piesele de top ale trupei împreună cu 3 piese noi.
În 2003, 2006 și 2007 Desperado participă la selectia Eurovision Song Contest. Ultimele 2 participări marchează colaborarea cu interpretul norvegian de origine română Tony Poptamas, fapt care atrage o creștere substanțială de calitate și de box-office. La ediția Eurovision România 2007, Desperado și Tony Poptamas s-au clasat pe locul 2.
Deși imprimările s-au terminat în martie 2006, noul disc al trupei, Răspundem ascultătorilor (Cat Music/Media Services), este lansat abia în 2007.
În anul 2008, Desperado împreună cu Tony Poptamas și Alexandra Ungureanu participă la Festivalul Internațional Cerbul de Aur de la Brașov și reușesc să ajungă pe podium, câștigând "Cerbul de Bronz".
Revenirea în țară a lui Dan Andrei Aldea da o frumoasă oportunitate trupei Desperado de a sustine cateva concerte împreuna cu marele muzician.
Între 2009 și 2016 trupa susține numeroase concerte publice și private și în paralel lucreaza la compoziții noi. Aceste compoziții apar pe albumul Bine și asa rau (Cat Music/Media Services), lansat în 2017.
Anul 2019 aduce o piesa noua, N-ai fi zas care a primit și un lyric video și a fost lansata pe Youtube.
Odata cu restricțiile cauzate de pandemia de Covid-19, Desperado se concentreaza pe noi compozitii.
Așa apar piesele "Codu-i frate cu romanul" cu un videoclip realizat din filmări în izolare, Desperado, Da-ne, gazda sau Azi te las.
In iunie 2020 Desperado lanseaza împreuna cu Gentiana melodia Aș iubi mai mult, iar pe 15 septembrie 2020 "You're a beauty", în colaborare cu Tony Poptamas.
Varianta în limba română se intitulează Frumoasă dar a nimanui.
Pe 6 ianuarie 2021 Desperado lanseaza piesa Ea e altfel, muzica Kovacs Laszlo, text Sandy Deac iar pe 15 mai piesa" De ce plangi acum", împreuna cu un lyric video produs de artistul clujean Calin Chiorean.
Piesa "Frunza",initial aparuta sub interpretarea trupei Kappa la Eurovision 2002( compozitie Kovacs Laszlo,text Sandy Deac/Ovidiu Buhatel ) este reorchestrata si lansata.
Pe 1 Martie 2024 apare albumul " Succesuri si Esece (opere alese)" (Cat Music/Media Services) care contine 11 piese compuse incepand cu 2019.
Desperado incepe turneul de promovare al noului album.

## Discografie
- "Promit ca nu mai beau"-Zone Records-2000
- " Oameni de treaba"-Cat Music-2001
- " La fel ca tata"-Cat Music- 2003
- " Greatest Shits"-Cat Music- 2004
- " Raspundem ascultatorilor"-Cat Music-2007
- "Bine și asa rau"-Cat Music- 2017
- "Succesuri si Esece (Opere alese)"-Cat Music-2024

## Membrii formației
- Sandy Deac, pseudonim "The Gun"  - vocalist, chitară, keyboards,
- Laszlo Kovacs, pseudonim, "Indiana Jones"  - chitară
- Patriciu Pop, pseudonim " El Padre"-keyboards,vocal
- Vlad Spatar,pseudonim "P.G.Suckerman" - chitară bas, vocal
- Ionel Zah, pseudonim, "Ghetuta" - tobe
- Ovidiu Buhatel, pseudonim "Yezekill" - manager, inginer de sunet

## Fosti membri
- Calin Pop - vocal, chitara, membru fondator (1998-2010)
- Lucian Pop - chitară bas, membru fondator (1998-2003)
- Sergiu Muresan, membru fondator, keyboards (1998-2000)
- Sergiu Berindei - tobe, membru fondator (1998-2003)
- Ovidiu " Chico" Cristian - tobe (2004-2011)
- Ovidiu "Zozo" Horneac - keyboards, vocal (2005-2009)
- Gerhard " Gombas"Kabai - chitară bas, vocal (2008-2011, prezent)
- Edi Raita - keyboards (2011-2016)
- Janky Zsolt - tobe (2012-2016)
- Mihai Boldea - tobe (2011-2012)
- Florin Zahan - chitara, voce (2016-2017)